# 李光軾

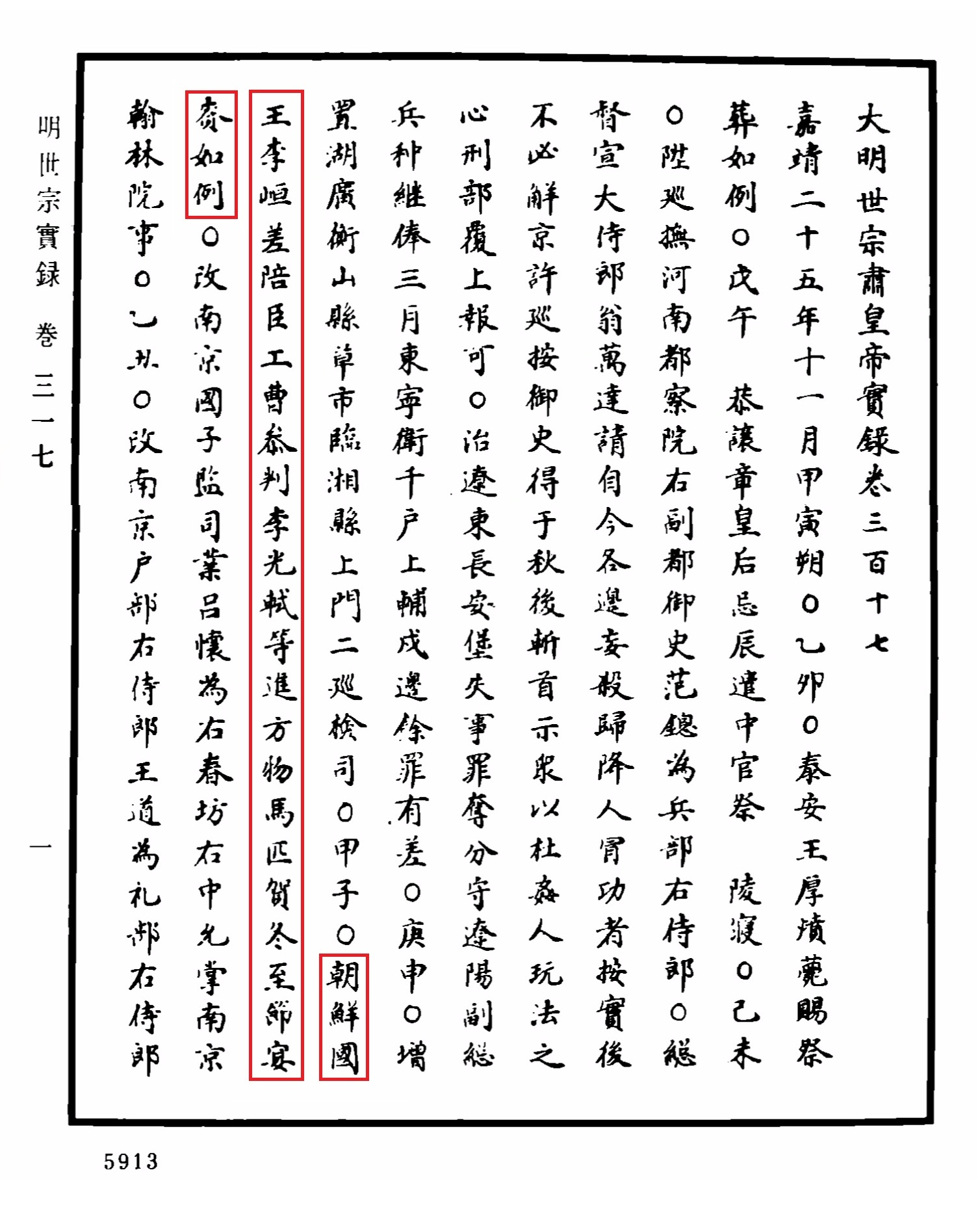
朝鲜王朝明宗差使李光軾大明使臣訪問記事，明實錄

李光軾（韓文:이광식，1493年9月29日－1563年12月1日），字伯欽，本貫羽溪李氏，韓國朝鮮王朝的武臣，將軍之一。两次平安道兵馬節度使的曾任。江原道溟洲郡江陵出身。
李光軾的兵馬節度使李之芳的兒子。他在1516年武科及第，授鐘城府使，平安道兵馬節度使。1522年授宣傳官，1523年世子翊衛司司禦，1528年金海府使，軍器監僉正，軍器監副正，再次金海府使補任。1529年鐘城府使，1533年麗州牧使，1543年平安道兵馬節度使。
1546年兵曹參判，1547年中樞府同知事，上護軍，備邊司堂上，1548年再次平安道兵馬節度使任。1555年全羅道兵馬節度使。1555年在對馬島的倭寇是朝鮮南海岸侵略，李光軾為倭敵討伐評定，兵亂擴散放支。

## 親族
- 父：李之芳（1466~1537）
- 母：沈氏（沈安信 女）
- 妻：李氏
- 子：李繼邊
- 子：李戡（1516~1583）
- 子：李戩（1517~?）
- 子：李庸
- 女：李氏
- 女：李氏